# Orbithyone megapodia
Orbithyone megapodia is een zeekomkommer uit de familie Cucumariidae.
De wetenschappelijke naam van de soort werd in 1938 gepubliceerd door Hubert Lyman Clark.